# Delahaye Type 42
Der Delahaye Type 42 ist ein frühes Nutzfahrzeug-Modell. Hersteller war Automobiles Delahaye in Frankreich.

## Beschreibung
Das Modell stand nur 1910 im Sortiment. Es ist ein leichter Lastkraftwagen mit 800 kg Nutzlast. Es gab Type 42 C und Type 42 OM, was auch auf Aufbauten als Omnibus hindeutet.
Der Motor leistete zwischen 12 und 16 PS.